# 化緣
化緣，是北傳佛教術語，原始佛教的術語是「托缽乞食」，指「仁豪（僧眾）」向信眾乞飲食、生活用品等，衣、食、住、藥四種物品，簡稱「四資具」。依據原始教義，佛陀有制定「不持金銀戒」，即手不捉錢、金銀珠寶等，故出家僧侶以托缽乞食的方式，來維持出家生活。

## 概述
廣義來講，佈施給僧人的物品可以是飲食、用具、鮮花、清水等。現代僧侶有時也募化錢財用於生活或修建寺院。
從原始佛教教義來講，是指對乞討飲食的僧人佈施飲食。正常情況是僧人沿路托缽，次第乞食，次等情況是，由信眾準備好，送至僧眾處，僧人需帶好盛飯菜的「缽（鉢）」，故又叫「托缽乞食」。「比丘」的意思即是乞士，也就是以乞食为生的人。佛陀制定比丘托缽行乞，是為了去除出家贫困之苦﹑使世人多種福田﹑不為經營之累。
僧人持缽游行街市，以托缽乞食方式維生，“上乞诸佛之理以资法身慧命，下乞众生之食以资色身肉体”，故稱化缘。
即在原始佛教时期、南传上座部佛教、藏传佛教以及佛教行头陀（苦行）的出家僧到信眾百姓家接受飲食供養的行为，因为出家人应以修行道业为重，没有时间从事劳动，同时农事可能会伤害虫蚁。

## 其他含義
化緣還有一個含義，化是指應化、度化，緣是指因緣，義爲佛、菩薩聖者爲了某一重大因緣而現身世間，度化眾生。